# 順下
順下（じゅんか）は、日本泳法の飛込み術である。

## 概要
高いところから片足で踏み切り、飛び込む際に走るときのように両足を前後に開き、入水すると同時に両足を強く閉じ両手で水を下に押し、頭部が水中に没しないようにする。
これは甲冑をつけたままで飛び込んでも、常に敵を注視することができるようにという工夫であるという。
向井流の特技であるともいわれる。
水府流太田派でも採用されている。
観海流では「陣笠飛」といい、陣笠をかぶったまま飛び込む際に用いられることからの称であるという。
学習院中等科では古式泳法を教えており、大正2年から続く毎年恒例の沼津臨海学校では、プールでは練習しにくい順下を駿河湾で練習する。
飛び込んでも頭が水中に入らず目標を注視し続けることができるため、溺水事故で救出に向かう際の飛び込み方法としても利用されている。東京消防庁でも消防救助技術大会の水難救助科目において、順下飛び込みが指定されている。